# DEFA-Dokumentarfilm
Die im Mai 1946 gegründeten Studios der DEFA-Dokumentarfilm hatten als zentraler Produzent neben den staatlichen Aufgaben Freiräume für selbstbewusste und kritische Regisseure. Dadurch entstand ein Spannungsfeld zwischen ideologischer Aufgabenstellung und persönlicher Botschaft des Dokumentaristen. Das gesamte Werk der DEFA-Dokumentarfilm „zeigt den allmählichen Illusions- und Utopieverlust einer Gesellschaft, die von der Realität eingeholt worden ist“, sagt der Filmkritiker und Journalist Hans-Jörg Rother.
Es entwickelten sich auch eigene Traditionen und Genres. Die Dokumentarfilmer waren bei der DEFA fest angestellt und hatten die Möglichkeit, Dokumentarfilme im 35-mm-Format zu drehen. Viele Produktionen waren als Vorfilm konzipiert und hatten eine Länge von 15 bis 30 Minuten. Einige kamen auch als Hauptfilm in die Kinos der DDR. Zwischen 1946 und 1992 stellten die Studios der DEFA-Dokumentarfilm etwa 10 000 Filme her.
Die Dokumentarfilmer der DEFA entwickelten einen ganz eigenen visuellen Stil, der seine Wirkung aus dem poetischen Realismus der Kameramänner, wie Christian Lehmann und Thomas Plenert, bezog. Diese Herangehensweise der Regisseure wird auch Babelsberger Schule des Dokumentarfilms genannt, weil sie auf der Ausbildung in der dortigen Filmhochschule basiert. Zu den Vertretern dieses Stils gehörten Jürgen Böttcher, Winfried Junge, Karlheinz Mund, Gitta Nickel, Kurt Tetzlaff und Karl Gass.
Seit 2019 werden die Produktionen der DEFA-Dokumentarfilm als Teil des gesamten Filmerbes der DEFA über die Archivplattform Progress Film zugänglich und lizenzierbar gemacht.

## Selbstverständnis
Der britische Dokumentarfilmregisseur und Produzent John Grierson sagte über sein Schaffen: „Wir sind überzeugt, dass der authentische, in seinem Handeln gezeigte Mensch, die authentische Szenerie dem Film bessere Möglichkeiten der Interpretation der zeitgenössischen Welt sichern, dem Film eine größere Fülle von Material bieten (als der Spielfilm). Dieses Bewusstsein sozialer Verantwortung macht unseren realistischen Dokumentarfilm zu einer verwickelten und schwierigen Kunst, besonders in einer Zeit wie der unsrigen.“ Diese Aussage entspricht dem Selbstverständnis der Dokumentarfilmer der DEFA.

## Geschichte

### Vor Gründung der DDR (1949)
Die ersten Mitarbeiter der DEFA-Dokumentarfilm stammten zumeist aus der Kulturfilmtradition der UFA und waren stilbildend. Einer der Pioniere der Biologie-Dokumentation, Ulrich K. T. Schulz, begann sein Werk in den 1920er Jahren und war bis in die 1960er Jahre bei der DEFA tätig. Der erste Dokumentarfilm der DEFA war 1946 Einheit SPD-KPD von Kurt Maetzig. Nach der Propaganda der Nazis, die den dokumentarischen Film in Deutschland diskreditiert hatte, forderte Maetzig 1945 „die Rückkehr zur unvoreingenommenen, sachlichen und wahrheitsgetreuen Darstellung der gesellschaftlichen Realität in Dokumentarfilm und Massenmedien“. Folgerichtig beteiligte sich auch die DEFA an der Aufarbeitung der Naziherrschaft. Es entstanden Vergeßt es nie – schuld sind sie! (1946) und Todeslager Sachsenhausen (1946). Diesbezüglich wurde auch die Meinung vertreten, dass durch diese Arbeiten nachgewiesen werden sollte, wie ehemalige Nationalsozialisten in der Bundesrepublik wieder Karriere machten.
1948 kam es zu einem Konflikt zwischen der DEFA und der Kulturabteilung des SED-Zentralsekretariats. Infolge der politische Orientierung nach Osten kam es zu einer personellen Umstrukturierung der DEFA. Möglich war dies durch die Personalhoheit der SED, die über eine Holding die Mehrheit der Geschäftsanteile an der DEFA hielt. In dieser politische Wende von 1948 degradiert die SED „den Film zur Magd der Politik“. Ab 1948 drehte Andrew Thorndike Filme über politische Massenveranstaltungen, wie beispielsweise Immer bereit (1950) über das Deutschlandtreffen der FDJ und Freundschaft siegt (1952) über die III. Weltfestspiele der Jugend und Studenten in Berlin (Ost). Sein methodischer Grundsatz: „Der Dokumentarfilm hat aufzuklären von der gesellschaftlich objektiven Höhe des engagierten Autors, der die fortschrittliche Kraft der Gesellschaft, der Arbeiterklasse und ihre führende Partei vertritt“. Mit dieser Haltung trat ein politisches und künstlerisches Prinzip in die DEFA ein.

### 1950er Jahre
Die frühen Trümmer- und Aufbaufilme im Stile von Kurt Maetzigs Berlin im Aufbau (1946) wurden in den 1950er Jahren durch Filme von Annelie und Andrew Thorndike abgelöst, die der Propaganda für den Fünfjahresplan oder der Kritik an Westdeutschland dienten. Beispiele für regierungsfreundliche und der Vorstellung der SED entsprechende Kompilationsfilme sind Du und mancher Kamerad (1956), Urlaub auf Sylt (1957) und Unternehmen Teutonenschwert (1958). Letzterer Film nennt Dokumente, deren Echtheit bereits 1957 angezweifelt wurde.
Statt zu zeigen wie es ist, ging es weitgehend darum, zu zeigen, wie es nach Ansicht der Regisseure sein sollte. Diese Haltung fand sich auch in den Produktions- und Protokollfilmen. Von den relevanten gesellschaftlichen Konflikten weitgehend entleert, rückten technokratische Probleme in den Vordergrund. Defekte Maschinen werden wieder in Gang gebracht und Fabriken aufgebaut. Dabei propagierten die Filme den sozialistischen Aufbau und ignorierten Fehlentwicklungen. Es wurde eine unspezifische Sympathiewerbung für das System als Ganzes betrieben. Die Dokumentarfilme beschäftigten sich mit den Themen Selbstdarstellung von Volksdemokratie, Antifaschismus, Antiimperialismus und industrielle Produktion, aber auch mit regionalkulturellen Themen wie der sorbischen Minderheit (1956). 1959 wurde vom geborenen Niederländer Joop Huisken ein Jubiläumsfilm zum 10-jährigen Gründungstag der DDR produziert: Daß ein gutes Deutschland blühe, der erst in einer propagandistisch überarbeiteten Fassung (Text: Karl-Eduard von Schnitzler) herauskam.

### 1960er Jahre
Filme wie Wenn ich erst zur Schule gehe (Winfried Junge, 1961), Nach einem Jahr – Beobachtungen in der 1. Klasse (W. Junge, 1962) und Feierabend (K. Gass, 1963/64) waren Filme, die den Alltag in der DDR erfassten und an kleinen Ereignissen die Veränderungen in der Gesellschaft darzustellen versuchten. Die Gutwilligkeit und Harmlosigkeit in DDR-Dokumentarfilmen änderte sich erst mit der Liberalisierung der Kulturpolitik zu Beginn der Honecker-Ära. Nach dem Mauerbau und der Konsolidierung der DDR zeichneten sich erste Anzeichen eines Stilwandels ab, wie er sich mit dem amerikanischen direct cinema und dem französischen Cinéma Vérité etwas früher und radikaler auch im westlichen Dokumentarfilm vollzogen hatte. Neu entwickelte, kleine und leichte 16-mm-Handkameras und Synchronaufnahmegeräte machte das Filmteam flexibel. Jürgen Böttcher war ein Vorreiter dieses neuen Stils und prägte durch seine Filme das Genre Dokumentarfilm in der DDR. Seine ersten bedeutenden Filme waren Ofenbauer (1962), Stars (1963), Barfuß und ohne Hut (1965) und Der Sekretär (1967). In Porträtfilmen wie Drei von vielen (1961) oder Wäscherinnen (1972) wies er mit wachsender Skepsis auf die Diskrepanz von offiziellem Anspruch und individuellen Erfahrungen hin. Böttcher zeigte in seinen Filmen Menschen, die sich über Konventionen hinwegsetzten, denen die Filme eine so offene Sprache erlaubten. Als die Dokumentarfilmer Mitte der 1960er Jahre zur Alltagsbeobachtung übergingen, gerieten auch die gesellschaftlichen Widersprüche und Konflikte zunehmend in ihren Blick. Tabu blieb weiterhin die Kritik an der Herrschaft der Partei- und Staatsbürokratie. Damit verbunden waren Restriktionen künstlerischer Gestaltung.
Auch Volker Koepp entwickelte einen ähnlichen Stil. Er schaffte es, mit zu beobachtenden Tabus zu brechen, ohne das seine Filme der Zensur zum Opfer fielen. Den Wandel des Dokumentarfilms veranschaulichte Karl Gass, einer der einflussreichsten Autoren des DEFA-Dokumentarfilms, an der Entwicklung seiner eigenen Filmarbeit. Hatte er 1953 mit dem Film Turbine eine Hymne auf die „Helden der Arbeit“ und den Aufschwung der Produktion gedreht, die breite Anerkennung fand, so wurde sein Film Feierabend (1963/64), eine beobachtende Studie über die trostlose Zerstreuung ostdeutscher Arbeiter nach Schichtende, von der offiziellen DDR-Kritik verrissen. Auch das letzte Großprojekt der 1960er Jahre, Der Oktober kam … (1970), stand unter der Leitung von Karl Gass.

### 1970er Jahre
In den 1970er und 80er Jahren setzten sich bei der DEFA verschiedene Formen der Mischung von Dokumentation und Interviews durch, die den Autorenkommentar zurücknahmen und die Menschen zu Wort kommen ließen. Die wichtigsten Dokumentarfilmer der DDR, die sich diesem Stil verschrieben hatten, waren Karl Gass, Jürgen Böttcher, Winfried Junge, Karlheinz Mund, Gitta Nickel, Richard Cohn-Vossen, Volker Koepp, Walter Heynowski und Gerhard Scheumann. Dazu gehörten die Langzeitbeobachtungen von Winfried Junge und Volker Koepp: Junge hat in seinem Film-Zyklus Die Kinder von Golzow (1961–2006) über eine Schulklasse in der Ortschaft Golzow (Oderbruch) und den Werdegang einzelner Kinder seit ihrer Einschulung berichtet. Ähnlich wie Junge lieferte Volker Koepp mit seinen Wittstock-Filmen Mädchen in Wittstock (1975) und Wieder in Wittstock (1976) (weitere Dokus: 1978, 1984, 1994, 1997) seinen Beitrag zum DEFA-Dokumentarfilm. Er schuf ein Gruppenporträt junger Arbeiterinnen, deren Entwicklung er vom Beginn der 1970er Jahre bis zur Wiedervereinigung und der Abwicklung und Schließung ihrer Fabrik begleitete. Nachdem dieses Unternehmen privatisiert worden war, erhielt das Kamerateam keinen Zutritt mehr. Richard Cohn-Vossen begleitete eine Ilmenauer Arbeiterfamilie. Arbeiterfamilie in Ilmenau (1977) blieb jedoch unveröffentlicht, vermutlich weil Cohn-Vossen 1976 eine Resolution gegen die Ausbürgerung von Wolf Biermann unterschrieb.

### 1980er Jahre
Jürgen Böttcher und Volker Koepp waren die zentralen Figuren des Dokumentarfilms in den 1980er Jahren. Winfried Junge trat 1982 mit der Uraufführung von Lebensläufe an die Seite der beiden großen Dokumentarfilmer. Andere kritische Beobachter des DDR-Alltags waren Karlheinz Mund, Kurt Tetzlaff, Eduard Schreiber und Andreas Voigt, Günter Jordan, Roland Steiner, Joachim Tschirner sowie Petra Tschörtner und Helke Misselwitz. Bis dahin gab es neben Annelie Thorndike nur Gitta Nickel, die in ihren Filmen zwar oft Probleme ansprach, aber auf der offiziellen Linie blieb. Petra Tschörtner fiel zum ersten Mal mit ihrer Diplomarbeit Hinter den Fenster im Mai 1984 auf. 1989 war das Jahr des Übergangs. Es kamen die letzten von der SED kontrollierten, zum Teil einige Zeit zurückgehaltene, Filme heraus und die ersten unabhängigen Produktionen. Filme der Wende waren Leipzig im Herbst (1989) von Gerd Kroske und Andreas Voigt, sowie Imbiss Spezial (1989) von Thomas Heise. Roland Steiner sagt am Ende seines Films Unsere Kinder (1989): „Dieser Film ist ein Plädoyer für das Zuhören, das Verstehenwollen, das offene Sprechen, bevor es zu spät ist.“ Zu Beginn sagte er: „Aber es sind Menschen, die ihren Weg suchen.“ Thomas Heise kehrte 2012 mit Gegenwart zu seiner Tradition der Filme über die Arbeit zurück.

### 1990er Jahre
Die Wende brachte einen Produktivitätsschub. Insgesamt sind für die Jahre 1990 bis 1992 75 Dokumentarfilme fürs Kino gelistet. Die Themen dieser sogenannten DEFA-Wendefilme waren die Staatssicherheit der DDR und die letzten Tage der Mauer. International beachtet wurde Thomas Heise mit seinem Stau (1992), einem Film über junge Rechtsextreme in Ostdeutschland. In dieser Phase übernahm die Treuhand das Studio der DEFA-Dokumentarfilm. Leo Kirch zeigte Interesse, die Chefs wechselten. Im Juni 1997 wurde die DEFA-Dokumentarfilm privatisiert. Die am 15. Dezember 1998 von der Bundesrepublik Deutschland gegründete DEFA-Stiftung übernahm die Aufgabe, die Tradition des Dokumentarfilms der DDR zu wahren.

## Deutsch-sowjetische Begegnungen
Im DEFA-Dokumentarfilm spielte die Beschäftigung mit den in der DDR stationierten sowjetischen Streitkräften nur eine untergeordnete Rolle. Die wenigen Filme, in denen die Begegnung zwischen Deutschen und Angehörigen der sowjetischen Garnisonen thematisierten, fühlten sich der Völkerverständigung verpflichtet. Gitta Nickels Wir verstehen uns (1965) stellt einen deutsch-sowjetischen Kindergarten in Berlin vor, in dem die Kinder zweisprachig aufwachsen. In Dann springt mein Herz (1966) begleitet sie das Gesangs- und Tanzensemble der sowjetischen Streitkräfte auf seiner Tour durch die DDR. Vera kam mit den Frühlingsblüten (1980) porträtiert eine ehemalige russische Kampffliegerin, die 1945 ins zerstörte Berlin kam. Weitere Dokumentationen, wie Und als ich über die Grenze kam (1985), thematisieren den Zweiten Weltkrieg.

### Besondere Themen
Völlige Verbote von Filmen waren selten, (vor allem nicht mit den Folgen wie beim Spielfilm, dass einige Regisseure jahrelang nicht mehr weiterarbeiten konnten oder die Karriere ganz beenden mussten).
Es gab einige kleine Freiheiten, die sich der DDR-Dokumentarfilm in den 1970er und 1980ern allmählich erkämpfte. Bisherige Tabuthemen, wie Alkoholismus in dem Film Abhängig (1983), Umweltzerstörungen durch die Industrialisierung in Erinnerungen an eine Landschaft (1983), geistige Behinderung in der Dokumentation Eisenbahnerfamilie (1984) wurden zu Themen von Filmen. Koepp hat in Tag für Tag (1979) eine selbstbewusste Arbeiterin beobachtet, die Jugendliche im Strafvollzug betreute und lesbisch war. Es entstand, auf diese Weise das erste Porträt einer lesbischen Frau im DEFA-Dokumentarfilm.
Die größte dieser Freiheiten war die Möglichkeit, einen leisen, unaufdringlichen Stil der Beobachtung zu pflegen, der die Menschen vor der Kamera ernst nimmt, ihnen ihre Geheimnisse und Ambivalenzen lässt, sie nicht ideologisch vereinnahmt. Der Staat leistete sich diese Dokumentarfilme, vor allem auch wegen des positiven Echos aus dem Ausland.

## DEFA-Studios für Dokumentarfilme
Die Dokumentarfilme der DEFA wurden durch ein oder zeitweise mehrere Studios
organisiert.
Die Regisseure, Kameraleute und weitere Mitarbeiter waren dort fest angestellt, was es in dieser Form in westlichen Ländern nicht  gibt. Sie hatten dadurch mehr Möglichkeiten und Freiheiten für die Recherche und Produktion. Das Studio konnte  sie auch in vielen Fällen gegen Kritiken einzelner Funktionäre an Inhalten oder Form schützen. 
- DEFA, Produktion Brandt, 1946–1949, Berlin, Krausenstr. 35/36
- DEFA, Abteilung Kurzfilme, 1949–1950
- DEFA, Abteilung Wochenschau und Dokumentarfilme, 1950–1952, Berlin, Jägerstraße 32
- VEB DEFA-Studio für Wochenschau und Dokumentarfilme, 1952–1968, Berlin
- VEB DEFA-Studio für populärwissenschaftliche Filme,  1952–1968, Potsdam-Babelsberg
- VEB DEFA-Studio für Kurzfilme, 1969–1975 , Babelsberg, Alt Nowawes 116–118, mit Außenstelle in Berlin, Otto-Nuschke-Str. 32 (= vorherige Jägerstr. 32)[23]
- VEB DEFA-Studio für Dokumentarfilme, 1975–1992